# Perito in arti fotografiche
Il perito industriale in arti fotografiche è una figura professionale specializzata nella disciplina delle arti fotografiche.
Il percorso di studi, sviluppato nell'ambito dell'ordinamento scolastico italiano vigente sino alla riforma scolastica Gelmini con le successive equipollenze, si articolava in un biennio comune e un triennio di specializzazione. Il corso di studi è confluito nell'Istituto tecnico tecnologico a indirizzo tecnico grafica e comunicazione.

## Profilo professionale
Il corso di studi per Perito industriale in arti fotografiche fornisce nozioni l'utilizzo di apparecchi fotografici e cinematografici di ripresa, esposimetri, ingranditori, proiettori fissi e animati. Deve inoltre conoscere i procedimenti chimici e ottici di stampa, di ritocco, di ingrandimento nella fotografia nonché i procedimenti fotomeccanici per l'ottenimento dei cliché a tratto e a retino e le applicazioni all'offset per rotocalco e per serigrafia.
Esercita funzioni tecniche in tutte le applicazioni industriali della fotografia e della cinematografia.

## Materie

### III anno
Religione o attività alternative; Lingua e lettere italiane; Storia; Complementi tecnici di lingua straniera; Matematica; Chimica e laboratorio; Meccanica e macchine; Disegno applicato all'arte fotografica; Tecnologia fotografica e cinematografica; Esercitazioni nei reparti di lavorazione; Educazione fisica.

### IV anno
Religione o attività alternative; Lingua e lettere italiane; Storia; Matematica; Disegno applicato all'arte fotografica; Merceologia, chimica, ottica fotografica e laboratorio; Tecnologia fotografica e cinematografica; Storia dell'arte fotografica e degli stili; Esercitazioni nei reparti di lavorazione; Educazione fisica.

### V anno
Religione o attività alternative; Lingua e lettere italiane; Storia; Elementi di diritto e di economia; Disegno applicato all'arte fotografica; Tecnologia fotografica e cinematografica; Merceologia, chimica, ottica fotografica e laboratorio; Economia aziendale; Storia dell'arte fotografica e degli stili; Esercitazioni nei reparti di lavorazione; Educazione fisica.